# Ксилоза
Ксило́за — «древесный сахар», моносахарид из группы пентоз с эмпирической формулой C5H10O5, принадлежит к альдозам. Удельное вращение водного раствора +18,8°. Не сбраживается обычными дрожжами. При восстановлении образует многоатомный спирт ксилит. При окислении образует ксилоновую, а затем триоксиксилоглутаровую кислоту, используемую в аналитической химии и как заменитель лимонной кислоты в пищевой промышленности.
Содержится в эмбрионах растений в качестве эргастического вещества. Входит в состав растительных слизей, гумми, является одним из мономеров полисахарида клеточных стенок — гемицеллюлозы ксилана. Образуется в растениях при декарбоксилировании глюкуроновой кислоты.
Получают путём кислотного гидролиза отрубей, соломы, древесины, хлопковой шелухи, кукурузных кочерыжек. На растворах ксилозы возможно выращивание дрожжеподобных организмов, используемых для получения ценного корма для скота.